# 크리스토퍼 리
크리스토퍼 리 경(영어: Sir Christopher Lee, CBE, CStJ, 1922년 5월 27일 ~ 2015년 6월 7일)는 영국의 배우이다.

## 출연 작품
- 《드라큐라(1958)》
- 《반지의 제왕: 반지 원정대》
- 《반지의 제왕: 두 개의 탑》
- 《007: 황금총을 가진 사나이》
- 《스타워즈 에피소드 2: 클론의 습격》
- 《스타워즈 에피소드 3: 시스의 복수》
- 《스타워즈: 클론 전쟁》
- 《찰리와 초콜릿 공장》
- 《그렘린 2》
- 《앤드 오브 워》 - 호아킨 역
- 《글로리어스 39》
- 《이상한 나라의 앨리스》 - 제버웍 역
- 《시즌 오브 더 위치: 마녀 호송단》 - 카디널 담브로즈 역
- 《더 위커 트리》
- 《레지던트》 - 오거스트 역
- 《휴고》 - 무슈 라비쎄 역
- 《다크 섀도우》 - 클래니 역
- 《호빗: 뜻밖의 여정》 - 사루먼 역
- 《호빗: 스마우그의 폐허》 - 사루먼 역
- 《리스본행 야간열차》 - 바톨로뮤 신부 역
- 《호빗: 다섯 군대 전투》 - 사루먼 역
- 《더 타임 워》
- 《더 헌팅 오브 더 스나크》 - 내레이터

## 서훈
- 1997년 세인트존 훈장 커맨더(CStJ)
- 2001년 대영 제국 훈장 3등급(CBE)
- 2009년 기사작위(Knight Bachelor) 서임